# Mie-mi pasă!
Mie-mi pasă ! este un album al interpretului român Tudor Gheorghe.

## Detalii ale albumului
- Gen: Folk
- Limba: Romana
- Sunet: Stereo
- Inregistrat: Studio
- Durata album: 67:39 minute
- Casa de discuri: Intercont Music

## Lista pieselor
- 01 - Prolog [2:28]
- 02 - Colind [2:57]
- 03 - Poetul [1:06]
- 04 - Rugă la Timișoara [3:18]
- 05 - Pune tată steag în poartă [3:36]
- 06 - Mie-mi pasă ! [2:41]
- 07 - Vin colindătorii [3:13]
- 08 - Am venit... [2:21]
- 09 - Cobe [1:46]
- 10 - Dezamăgire [1:03]
- 11 - La fereastra cu gutuie [2:38]
- 12 - Colind de parlamentari [2:23]
- 13 - Colind de fost parlamentar [2:53]
- 14 - Schimbare [2:38]
- 15 - Cățălandrii [1:30]
- 16 - Maturizare [3:02]
- 17 - 13, 14, 15 [2:32]
- 18 - Patriotism [1:19]
- 19 - Întoarcerea fiului risipitor [2:29]
- 20 - Piața [1:31]
- 21 - Criza [2:07]
- 22 - Amărăciune [1:00]
- 23 - Târziu [2:27]
- 24 - Gara-i gară, leru-i ler [2:54]
- 25 - Fă-mă Doamne [1:45]
- 26 - Statornicie [3:08]
- 27 - Stare de fapt [6:09]